# 客語能力認證
客語能力認證，簡稱客語認證，是自2005年起，由中華民國客家委員會所規劃與辦理之客家語言能力的認證。目前是委託由國立臺灣師範大學進修推廣學院承辦之。其報名資格，不限國籍、族群、性別、年齡、職業等條件。其認證等級，目前區分為基礎級、初級、中級、中高級、高級、專業級等六種。其認證方式，則是採取筆試與口試，以評量受試者的客語之聽、說、讀、寫能力。在該項認證中，臺灣客家語次方言，分有四縣腔、海陸腔、大埔腔、饒平腔、詔安腔等五種。通過認證者，會由客家委員會發給相應等級的「客語能力認證合格證書」（該證書亦會註明通過認證者之「腔調別」），以證明通過認證者的客語能力程度。於2022年（民國111年度）時，客家委員會首次辦理「客語能力高級認證」。

## 辦理情況
- 在民國110年度（2021年）的「客語能力中級暨中高級認證」中，共有1661位受試者通過認證。其中，通過中級認證者有1258人，通過中高級認證者有403人。[4]
- 在民國111年度（2022年）的「第2次客語能力中級暨中高級認證」中，通過中級認證者有1521人，通過中高級認證者有383人。客家委員會亦於同年度，首次辦理「客語能力高級認證」，而當年度通過高級認證者僅有6人。[3]

## 評價
關於該項認證，學者陳運棟評價：「客家語言文化的保存與傳揚工作因此而邁出一大步，不再被誤指為『有音無字』，而且從此可以有系統的在此基礎上發展，使客家語言一步步的進入『知識領域』及『公共領域』。」

## 外部連結
- （繁體中文） 客語能力基礎級暨初級認證 （页面存档备份，存于）
- （繁體中文） 客語能力中級暨中高級認證與客語能力高級認證
- （繁體中文） 客家委員會哈客網路學院 （页面存档备份，存于）